# Jack Wagner (Autor)

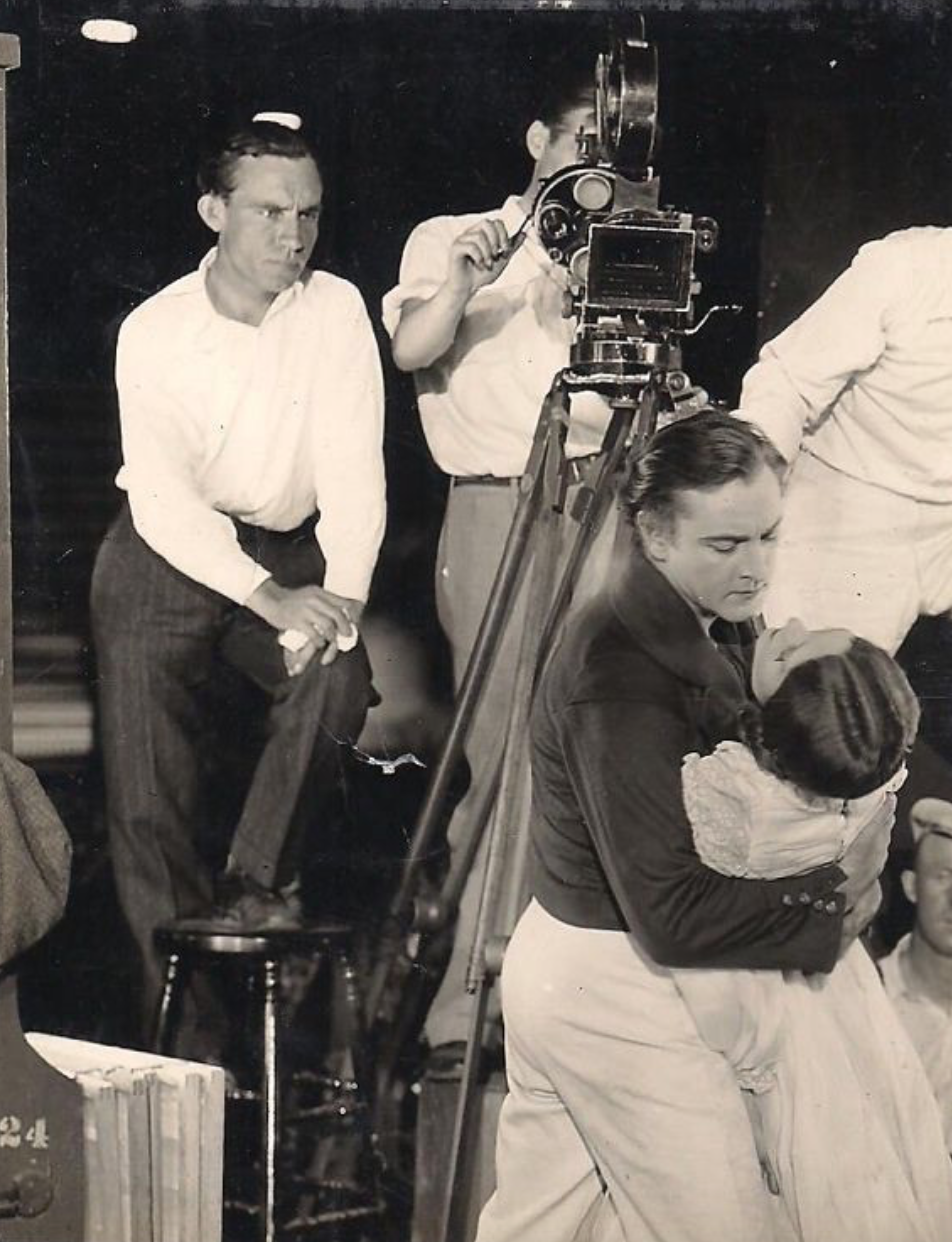
Jack Wagner, links, bei den Aufnahmen von "The Sea Beast" mit John Barrymore, im Vordergrund (1926)

Jackson „Jack“ Wagner (* 20. Mai 1891 in Los Angeles, Kalifornien; † 13. Juli 1963 ebenda) war ein US-amerikanischer Autor, Drehbuchautor, Kameramann und Filmschaffender, der 1946 für das Filmdrama A Medal for Benny zusammen mit John Steinbeck für einen Oscar nominiert war.

## Leben
Jack Wagner gehörte bereits zu den Autoren der Stummfilmzeit, war also sozusagen ein Pionier im Schreiben von Drehbüchern für Schauspieler dieser Dekade und später auch für den Tonfilm. Er war einer von vier Brüdern, die allesamt im Filmgeschäft tätig waren. Seine Eltern waren William und Edith Wagner. William Wagner war bei einer Eisenbahngesellschaft in Mexiko angestellt. Jack und seine Brüder Blake, Bob und Max wuchsen in Torreón im mexikanischen Bundesstaat Coahuila auf. Während der Mexikanischen Revolution wurde William Wagner bei der Verteidigung seines Zuges von Rebellen angegriffen und tödlich verletzt, woraufhin Edith Wagner mit ihren Söhnen nach Kalifornien zurückging. Während Max Wagner mit seiner Mutter nach Salinas zog, fanden Jack, Blake und Bob in Los Angeles Arbeit beim Film. Max stieß im Jahr 1924 ebenfalls zu seinen Brüdern.
Jack und Blake trafen nach einiger Zeit auf David Wark Griffith, dem sie in verschiedenen Positionen zuarbeiteten, so beispielsweise als Kulissenmaler oder Kameraassistenten. Jack Wagner verließ Griffith nach einiger Zeit und arbeitete für Mack Sennett als Kameraassistent und Gagschreiber. In der Folge arbeitete er mit Chester Conklin, Ben Turpin, Charley Chase, Slim Summerville, Edgar Kennedy und vielen anderen zusammen. Bekannt war er auch für seine Spezialität hektischer Verfolgungsjagd-Szenen, die in den von Mack Sennett produzierten Slapstick-Komödien der Keystone Kops ein unverzichtbarer Bestandteil waren.
Als der Erste Weltkrieg ausbrach, traten Jack Wagner und sein Bruder Blake in die United States Army ein. Sie wurden dem Signal Corps zugeordnet, das auch Filme erstellte. Jack Wagner filmte während der Schlachten an der Marne, St. Mihiel und Maas-Argonne. Nach dem Krieg zog es ihn nach Hollywood, wo er zuerst bei Mack Sennett und später bei Hal Roach arbeitete. Hier war er an einer Reihe von Kurzfilmen beteiligt, bevor er sich 1924 mit Harry Langdon, Frank Capra, William A. Seiter, Allan Dwan und weiteren Regisseuren zusammentat und für Spielfilme tätig war. In dieser Zeit schrieb er zusammen mit Rupert Hughes das Drehbuch zu dem Abenteuerfilm The Sea Beast mit John Barrymore. Sein Bruder Bob war einer der Kameramänner des Films.
Wie viele Stummfilmautoren tat sich auch Wagner schwer mit dem Übergang vom Stumm- zum Tonfilm, was sich auf seine Arbeit auswirkte. Im Jahr 1934 war er als Co-Autor an dem oscarprämierten Kurzfilm La Cucaracha von Lloyd Corrigan beteiligt. Für das romantische Drama The Little Minister (1934) mit Katharine Hepburn in der Hauptrolle schrieb Wagner zusätzliche Szenen. An dem Drehbuch zu der Musikkomödie Dancing Pirate von 1936, wiederum unter der Regie von Corrigan, die oscarnominiert war, wirkte Wagner ebenfalls mit. In den meisten seiner Arbeiten aus den 1930er- und 1940er-Jahren wurde er nicht im Abspann erwähnt, obwohl er auch Gags zu den Filmen von Mae West und Lupe Vélez beisteuerte.
Zur Zeit des Zweiten Weltkriegs kam Wagner eine Idee für einen neuen Filmstoff über einen jungen Mann der von den Bürgern seiner kleinen Heimatstadt vertrieben wird, zur Army geht und in einer Schlacht fällt. Nun, da er ein Kriegsheld ist, tun dieselben Bürger so, als hätten sie ihn immer geschätzt. Nachdem er die Geschichte zu Papier gebracht hatte, lehnten diverse Studiobosse jedoch ab. Wagner beschloss daraufhin, seinen langjährigen Freund John Steinbeck zu bitten, mit ihm zusammen ein Drehbuch zu verfassen und seinen Einfluss zu nutzen, damit der Film doch noch zustande kommen konnte. 1946 erhielt Wagner zusammen mit John Steinbeck sodann eine Oscar-Nominierung in der Kategorie „Beste Originalgeschichte“ für ebendiesen von Paramount Pictures produzierten Film, das Filmdrama A Medal for Benny mit Dorothy Lamour, Arturo de Córdova und J. Carrol Naish in den Hauptrollen. Naish wurde zudem in der Kategorie „Bester Nebendarsteller“ für einen Oscar nominiert. Der Oscar für die beste Originalgeschichte ging jedoch an Charles G. Booth und den Spionagefilm Das Haus in der 92. Straße von Henry Hathaway.
Da Wagner fließend Spanisch sprach, ging er einige Zeit nach Veröffentlichung von A Medal for Benny nach Mexiko und produzierte dort die Mysterydramen La Otra (1946) mit Dolores del Río und La diosa arrodillada (1947) mit María Félix. Für die dramatische Abenteuergeschichte Mexikanische Romanze schrieb er mit seinem Freund John Steinbeck zusammen das Drehbuch, ebenso wie für das Drama The Pearl von 1947. Im Jahr 1954 griff Buzz Kulik für eine Folge der Fernsehserie Lux Video Theatre mit dem Titel „A Medal für Benny“ auf eine Arbeit des Gespanns Wagner/Steinbeck zurück.
Jack Wagner starb 1963 im Alter von 72 Jahren in Los Angeles infolge Herzversagens. Von seiner Ehefrau Mabel Toots Herriman war er zum Zeitpunkt seines Todes geschieden.

## Filmografie (Auswahl)
(als Drehbuchautor, wenn nicht anders angegeben)
- 1915: The Hunt (Kurzfilm; komödiantischer Aufbau)
- 1915: A Submarine Pirate (Kurzfilm; komödiantischer Aufbau)
- 1919: Taming the West (Kurzfilm; Regieassistent)
- 1920: This Way Out (Kurzfilm; Regieassistent)
- 1921: Die vier Reiter der Apokalypse (The Four Horsemen of the Apocalypse; Kamera)
- 1922: Ashes (komödiantischer Aufbau)
- 1923: Dulcy (Regieassistent)
- 1924: Romeo and Juliet (Kurzfilm; Regieassistent)
- 1924: The Reel Virginian (Kurzfilm)
- 1925: The Sea Squawk (Kurzform; Titel)
- 1925: The Teaser
- 1926: The Sea Beast
- 1927: The Life of Riley (Gagschreiber)
- 1927: Was eine schöne Frau begehrt (The American Beauty; komödiantischer Aufbau)
- 1927: What Every Girl Should Know
- 1928: Ladies’ Night im türkischen Bad (Ladies’ Night in a Turkish Bath; Gagschreiber)
- 1928: Lady Be Good
- 1929: Achtung, Harold, Achtung! (Welcome Danger; Gagschreiber)
- 1929: Broadway Blues (Kurzfilm, komödiantischer Aufbau)
- 1929: They Shall Not Pass Out
- 1930: Entre platos y notas (Regie)
- 1930: Das Verbrechen von Buenas Terras (The Texan, Dialogtrainer)
- 1930: Cupido Chauffeur (Autor und Regie)
- 1930: Clancy in Wall Street
- 1932: Sea Soldier’s Sweeties (Kurzfilm)
- 1933: Strings (Kurzfilm)
- 1934: Die Schöne der neunziger Jahre (Belle of the Nineties)
- 1934: La Cucaracha (Kurzfilm)
- 1934: The Little Minister
- 1935: Another Face (Bearbeitung)
- 1935: Sein letztes Kommando (Annapolis Farewell)
- 1935: Goin’ to Town
- 1936: Der kleine Lord (Little Lord Fauntleroy; Spezialeffekte)
- 1936: King of Burlesque
- 1936: Tanzende Piraten (Dancing Pirate)
- 1940: Little Men
- 1945: A Medal for Benny
- 1946: Die Andere (La Otra; Produzent)
- 1947: La diosa arrodillada (Produzent)
- 1947: Mexikanische Romanze (The Pearl/La perla)
- 1947: The Pearl
- 1948: Abenteuer auf Sizilien (Adventures of Casanova)
- 1954: Lux Video Theatre – A Medal for Benny (Fernsehserie)

## Auszeichnung
- 1946: Oscarnominierung für A Medal for Benny